# 身部
身部（）は、漢字を部首により分類したグループの一つ。
康熙字典214部首では158番目に置かれる（7画の12番目、酉集の12番目）。

## 概要
身部には「身」を筆画の一部として持つ漢字を分類している。
単独の「身」字は人間の体の幹となる首より下で腿よりも上の部分を指す。また「身」字は体の幹部分の意味から引伸して首以上の部分を除いた体全体を指すようになり、人間だけでなく動物の体や器物の主幹となる部分を指すようにもなった。さらに自分自身を指したり、副詞として自分から行うことを意味している。
字源としては、「身」字は腹部を強調して描かれた人の象形文字あるいは人の腹部に○印を加えた指事文字で、いずれにせよ体の幹部分を図示したものである。なお『説文解字』は「人」＋「𠂆」から構成される形声文字とし、また20世紀前半には妊婦を象る象形文字と解釈する説が広まっていたが、どちらも信頼できない説である。
「身」は意符としては身体に関する文字に含まれる。このとき左側の偏の位置に置かれ、左右構造を作ることが多い。

## 部首の通称
- 日本：み・みへん
- 中国：身字旁
- 韓国：몸신부（mom sin bu、からだの身部）
- 英米：Radical body

## 部首字
身
- 中古音
  - 広韻 - 失人切、真韻、平声
  - 詩韻 - 真韻、平声
  - 三十六字母 - 審母三等
- 現代音
  - 普通話 - ピンイン：shēn 注音：ㄕㄣ ウェード式：shen1
  - 広東語 - Jyutping:san1 イェール式:san1
- 日本語 - 音：シン（漢音・呉音） 訓：み
- 朝鮮語 - 音：신(sin) 訓：몸（mom、からだ）

## 例字
- 身
  - 3:躬、6:躱、9:躾・軀（躯4）、17:軈